# Eleição municipal de Rio Claro em 2008
A eleição municipal da cidade brasileira de Rio Claro em 2008 ocorreu no dia 5 de outubro com a finalidade eleger um prefeito, um vice-prefeito e doze vereadores para a Câmara Municipal. O prefeito titular era Nevoeiro Jr. (DEM), que concorreu a reeleição contra o empresário Du Altimari (PMDB) e o médico João Walter (PSDB).
A chapa de Du Altimari (que saiu eleito da disputa) tinha como vice a petista Olga Salomão. Candinha (DEM) era vice de Nevoeiro Jr. e Francisco Quintino (PPS) completava a chapa de João Walter.
Para a Câmara de Vereadores, o PMDB ficou com o maior número de cadeiras, com três eleitos. DEM, PT, PTB e PR conseguiram duas cadeiras cada. O PP fez uma cadeira.
Estavam aptos a votar 130.687 eleitores, dos quais 111.485 compareceram às urnas.

## Candidaturas à prefeitura
Concorreram ao pleito de 2008 o então prefeito Nevoeiro Jr. (DEM), o empresário Du Altimari (PMDB) e o médico João Walter (PSDB).
|  | Nº | Candidato(a) a prefeito(a)                               | Candidato(a) a vice-prefeito(a)                             | Coligação |
|  | -- | -------------------------------------------------------- | ----------------------------------------------------------- | --- |
|  | 15 | Du Altimari (PMDB) Palmínio Altimari Filho               | Olga Salomão (PT) Olga Lopes Salomão                        | Frente Progressista - Partido do Movimento Democrático Brasileiro (PMDB) - Partido dos Trabalhadores (PT) - Partido Comunista do Brasil (PCdoB) - Partido Social Democrata Cristão (PSDC) |
|  | 25 | Nevoeiro Jr. (DEM) Demerval da Fonseca Nevoeiro Junior   | Candinha (DEM) Maria Cândida Crespo Nevoeiro Demarchi       | Rio Claro no Caminho Certo - Democratas (DEM) - Partido Democrático Trabalhista (PDT) - Partido Trabalhista Cristão (PTC) - Partido Trabalhista Brasileiro (PTB) - Partido Social Cristão (PSC) - Partido da República (PR) - Partido Socialista Brasileiro (PSB) - Partido Progressista (PP) - Partido Humanista da Solidariedade (PHS) - Partido Renovador Trabalhista Brasileiro (PRTB) - Partido Republicano Brasileiro (PRB) |
|  | 45 | João Walter (PSDB) João Walter Martins Marcondes Pereira | Francisco Quintino (PPS) Francisco Carlos Quintino da Silva | Mais Respeito por Você - Partido da Social Democracia Brasileira (PSDB) - Partido Popular Socialista (PPS) - Partido Republicano Progressista (PRP) - Partido Verde (PV) - Partido da Mobilização Nacional (PMN) |

## Resultados

### Prefeito
| Du Altimari (PMDB)      | Olga Salomão (PT)        | 53.395  | 53,98%  |
| Nevoeiro Jr. (DEM)      | Candinha (DEM)           | 37.210  | 37,62%  |
| João Walter (PSDB)      | Francisco Quintino (PPS) | 8.318   | 8,41%   |
| Total de votos válidos  | Total de votos válidos   | 98.923  | 100,00% |
| Votos apurados          |                          |         |         |
| Votos válidos           | Votos válidos            | 98.923  | 88,73%  |
| Votos em branco         | Votos em branco          | 4.352   | 3,90%   |
| Votos nulos             | Votos nulos              | 8.210   | 7,36%   |
| Total de votos apurados | Total de votos apurados  | 111.485 | 100,00% |
| Eleitores               |                          |         |         |
| Comparecimento          | Comparecimento           | 111.485 | 85,31%  |
| Abstenções              | Abstenções               | 19.202  | 14,69%  |
| Total de eleitores      | Total de eleitores       | 130.687 | 100,00% |
| Total de seções: 299    |                          |         |         |

### Vereador
Foram eleitos 12 vereadores para a Câmara Municipal.